# Andrei Mocsonyi
Andrei Mocsonyi, Mocsony vagy Mocioni de Foen (magyarul: fényi Mocsonyi András) (Pest, 1812. június 27. – Fény, 1880. május 5.) magyarországi román politikus, Alexandru Mocsonyi anyai nagybátyja.

## Élete
Ioan Mocsonyi (1780-1854) és Iuliana Panaiot (1787-1858) fia. Apai ágon moscopolei aromán kereskedőcsaládból származott. Nevüket Mocsonyi, Mocsony, Motsonyi, Mocioni de Foen formában is használták, de korábban még a Popovics nevet is viselték. 1783. február 28.-án, nagyapja,  Mocsonyi-Popovich András (Andrei Mocioni), valamint gyermekei Péter, Konstantin, János és Naun, nemességet és címert szereztek, valamint Foen uradalmát donatio mixtaként II. Józseftől.
1836-tól Torontál vármegye aljegyzője, 1843-tól főszolgabíró, a Konzervatív Párt híve volt.
1849 után a Bánát területét magába foglaló Temesvári polgári kerület főbiztosává nevezték ki. Erről a tisztségéről 1852-ben lemondott. 1858-ban visszavonult foeni-i birtokára és 1859-ben feleségül vette Csernovics Laurát, Csernovics Péter lányát.
1860-ban részt vett a birodalmi alkotmány kidolgozása céljából felállított Birodalmi Szenátusban. Itt szeptember 24-én tartott beszédében a birodalom természetes alkotóelemeiként az egyes népeket jelölte meg. Javasolta a nemzetiségi számarány szerinti képviseletet a községekben, a kerületekben és a koronatartományokban, az egyes nemzetiségek nyelvén történő népoktatást és középfokú oktatást, valamint minden keresztény egyház egyenlőségét. Az ókonzervatív főnemesek lépten-nyomon megvonták tőle a szót. Majláth György a történeti jogokat a nemzetiség nevében lábbal tipró Garibaldihoz hasonlította. Memorandumot intézett a császárhoz a Bánát autonómiájának a fenntartásáért. Szeptember 18–19-én ugyanezen célból Temesváron gyűlést is szervezett. Decemberben tizenkét kézjeggyel ellátva még egy utolsó memorandumot terjesztett az uralkodó elé, hogy legalább ne Magyarországhoz, hanem az Erdélyi Nagyfejedelemséghez csatolják a tartományt. Az események hatására 1861 első felében alkotmányos célkitűzése ismét megváltozott: a birodalom románjait egyesítő új koronatartomány vált eszményévé. 1861 áprilisában Lugoson Eftimie Murgu ellenében országgyűlési képviselőnek választották, de azonnal le is mondott a mandátumáról.
1865 és 1871 között a bánáti szerb és román ortodox egyház szétválásáról folytatott tárgyalásokon a román tárgyalóbizottság egyik vezetője volt. 1865-ben ismét beválasztották az országgyűlésbe. 1866 áprilisában Bécsben megalapította az Albina című folyóiratot, melynek igazgatását politikai hívére, Vincențiu Babeșre bízta.
1866-ban a Román Akadémiai Társaság alapító, 1870-től tiszteletbeli tagja volt. 1867. február 26-án Torinóban meglátogatta Kossuthot. 1869-ben a politikai élettől foeni birtokára vonult vissza.